# David Brekalo
David Brekalo (ur. 3 grudnia 1998 w Lublanie) – słoweński piłkarz grający na pozycji obrońcy w amerykańskim klubie Orlando City oraz reprezentacji Słowenii. Uczestnik Mistrzostw Europy 2024.